# 251

## Evenimente
- Bătălia de la Abrittus. Confruntare între goți, conduși de Kniva (Cniva) și romani, conduși de Decius.

## Nașteri
- Antonie cel Mare, călugăr, ascet și eremit egiptean (d. 356)

## Decese
- iunie: Decius, împărat roman (n.c. 201)
- Agata, martiră creștină, canonizată sfântă (n. 235)
- Herennius Etruscus, împărat roman (n,c. 227)
- Hostilian, împărat roman (n.c. 230)